# Tympanistes flavescens
Tympanistes flavescens är en fjärilsart som beskrevs av Swinhoe 1905. Tympanistes flavescens ingår i släktet Tympanistes och familjen trågspinnare. Inga underarter finns listade i Catalogue of Life.